# Eudrapa grisea
Eudrapa grisea är en fjärilsart som beskrevs av Elliot C.G. Pinhey 1968. Eudrapa grisea ingår i släktet Eudrapa och familjen nattflyn. Inga underarter finns listade i Catalogue of Life.